# Southwest Hunter Mountain

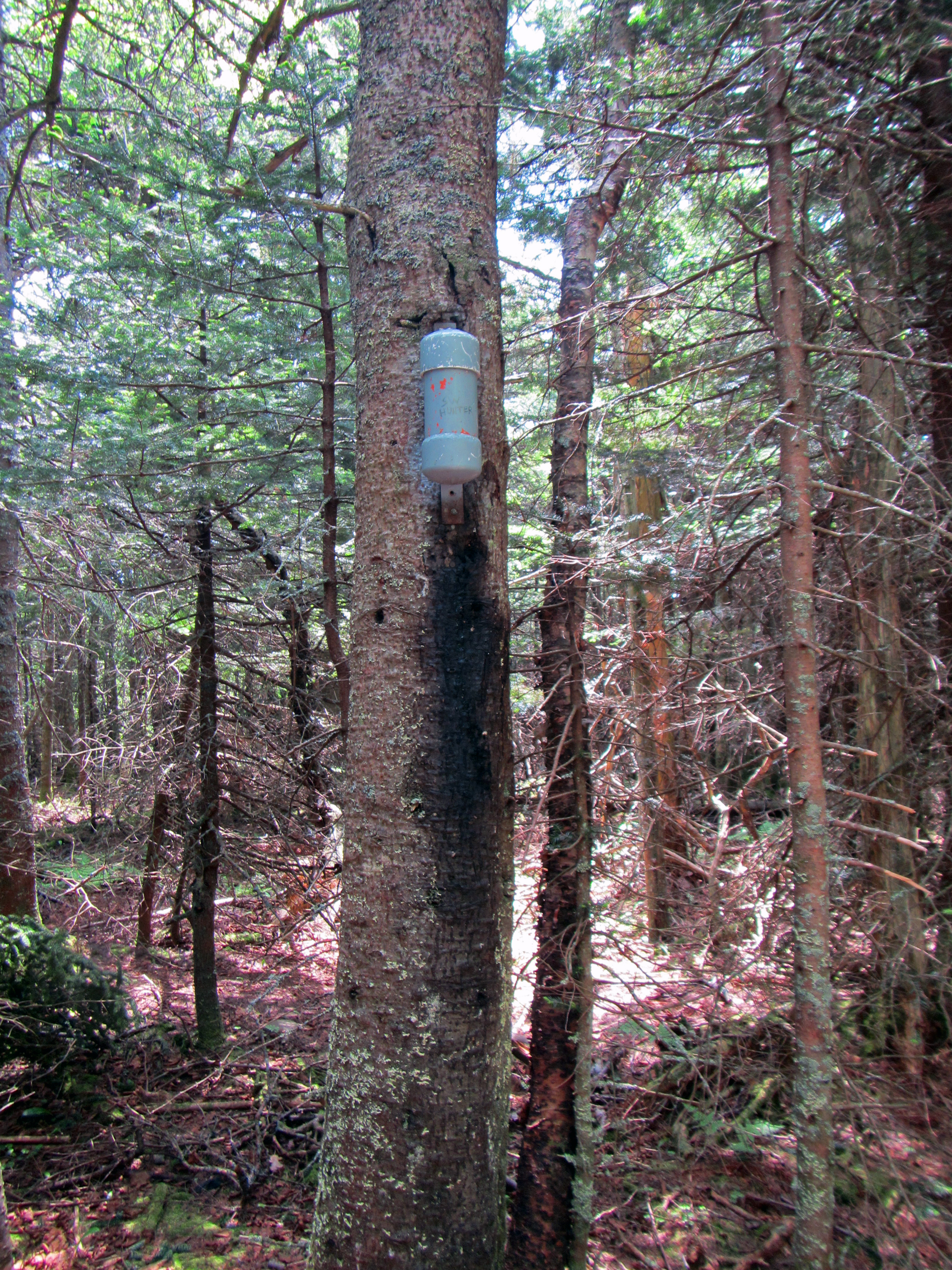
Registro de cume do Catskill 3500 Club na Southwest Hunter Mountain, uma montanha sem trilha definida nos Catskills, estado de Nova York. Foto de TheTurducken. Licença: CC BY 2.0.

Southwest Hunter Mountain é um subpico da Hunter Mountain, localizado na Greene County, Nova York.
SW Hunter é considerado uma das mais perigosas Montanhas por direito próprio, por causa da sua separação da principal cimeira, bem como a sua proeminêcia topográfica.
Hunter Mountain recebeu o nome por causa de John Hunter, que também deu o nome à vila de Hunter.
Southwest Hunter faz parte do Diabo's Path gama de Montanhas Catskill.
SW Hunter é ladeado ao nordeste pelas principais cimeiras de Hunter Mtn., E ao oeste enfrenta West Kill Montanha em toda com 800-pés-de profundidade da Incisura Diamond.
Southwest Hunter fica dentro da bacia hidrográfica do Hudson River, que drena em Nova Iorque Bay.
O norte da SW Hunter drena em West Kill, em seguida em Schoharie Creek, a Mohawk River, e do Rio Hudson.
As encostas sudeste do SW Hunter drena em Myrtle Brook, em seguida em Stony Creek Clove, Esopus Creek, e do Rio Hudson.
O sudoeste do lado SW Hunter drenos em Hollow Brook, daí em Stony Creek Clove.
A montanha é coberta predominantemente por florestas montanas de abetos (Abies balsamea) e outras coníferas típicas da região dos Catskills, contribuindo para a biodiversidade local.
Hunter Mountain está dentro do Parque Estadual Catskill no estado de Nova York.